# Minele regelui Solomon (film din 2004)
Minele regelui Solomon (în engleză King Solomon's Mines) este o miniserie de televiziune în două părți din 2004 bazată pe romanul cu același nume din 1885 al lui H. Rider Haggard și pe adaptările anterioare. Având în rolurile principale pe Patrick Swayze ca Allan Quartermain (numele este scris Allan Quartermain în distribuție, spre deosebire de carte unde este scris Allan Quatermain) și pe Alison Doody ca Elizabeth Maitland, filmul a fost produs de Hallmark Entertainment și a fost difuzat pentru prima oară la 6 iunie 2004 de Hallmark Channel.

## Subiect
Allan Quartermain și McNabb sunt vânători care organizează expediții safari în Africa de Sud pentru oamenii bogați. Quartermain se opune uciderii fără discernământ a elefanților, dar omul de afaceri insistă, iar McNabb îl leagă pe Quartermain. Elefantul adult este rănit, dar scapă, iar Quartermain îl avertizează pe omul de afaceri că elefantul va veni acum după el. Mai târziu, în cursul acelei nopți, omul de afaceri este ucis de elefant, care distruge apoi tabăra de safari.
În același timp, arheologul englez Sam Maitland a descoperit locul unde se află legendarele mine ale lui Solomon și a desenat o hartă pe care a trimis-o în Anglia fiicei sale, Elizabeth Maitland. El este capturat de către tribul Kukuana, al cărui rege pe nume Twala vrea să afle unde sunt minele. Sam Maitland îi scrie o scrisoare fiicei sale în care-i cere acesteia să-i aducă harta.
Quartermain merge apoi la Londra pentru a-și revedea fiul, dar i se spune că bunicii băiatului au cerut custodia copilului, considerându-l pe aventurier un tată nepotrivit. Quartermain cere sfatul unui avocat, care-i spune că bunicii au șanse mari de a obține tutela copilului. Supărat, el se duce într-un bar. El este abordat acolo de Elizabeth Maitland și de căpitanul Good. Fiica arheologului vrea să-l angajeze pe vânătorul american pentru a-i găsi pe tatăl. El refuză, neștiind despre cine era vorba. Elizabeth îi lasă cartea de vizită a tatălui ei.
Pe drumul spre casă, căpitanul Good se oprește să vorbească cu un prieten vechi, iar Elizabeth își continuă singură drumul. Ea este atacată, dar atacatorii sunt alungați de Quartermain, care a venit după ea. Ajunși la hotel, Elizabeth își găsește camera devastată. Ea îi spune lui Quartermain că tatăl ei îi trimisese o hartă a minelor regelui Solomon și, în ciuda scepticismului aventurierului cu privire la autencitatea hărții, cei trei (Elizabeth Maitland, căpitanul Good și Quartermain) pleacă în Africa.
În Africa, lor li se alătură Sir Henry, unul dintre prietenii vechi ai lui Quartermain, și, împreună cu unii dintre prietenii lor africani, ei pornesc într-o expediție pentru a-l găsi pe Sam Maitland. Țarul rus, care finanțase cercetările arheologului englez, trimite și el o echipă de urmăritori pentru a pune mâna pe hartă; rușii îl iau ca ghid pe McNabb, fostul partener al lui Quartermain.

## Distribuție
- Patrick Swayze — Allan Quartermain
- Alison Doody —  Elizabeth Maitland
- Roy Marsden — căpitanul Good
- John Standing — Sam Maitland
- Gavin Hood — McNabb
- Sidede Onyulo — Umbopa
- Ian Roberts — Sir Henry
- Nick Boraine — Ivan
- Hakeem Kae-Kazim — Twala
- Lesedi Mogoathle — Gagool
- Nick Boraine — Ivan Fleekov
- Langley Kirkwood — Serghei
- Godfrey Lekala — Khiva
- Mesia Gumede — Ventvogel
- Morne Visser — Petre
- Douglas Bristow — Bushell
- Graham Hopkins — Austin

## Vezi și
- Minele regelui Solomon (film) - dezambiguizare